# Huntsville (Misuri)
Huntsville es una ciudad ubicada en el condado de Randolph en el estado estadounidense de Misuri. En el Censo de 2010 tenía una población de 1564 habitantes y una densidad poblacional de 252,77 personas por km².

## Geografía
Huntsville se encuentra ubicada en las coordenadas 39°26′11″N 92°32′38″O / 39.43639, -92.54389. Según la Oficina del Censo de los Estados Unidos, Huntsville tiene una superficie total de 6.19 km², de la cual 6.19 km² corresponden a tierra firme y (0%) 0 km² es agua.

## Demografía
Según el censo de 2010, había 1564 personas residiendo en Huntsville. La densidad de población era de 252,77 hab./km². De los 1564 habitantes, Huntsville estaba compuesto por el 92.65% blancos, el 5.18% eran afroamericanos, el 0.13% eran amerindios, el 0.26% eran asiáticos, el 0% eran isleños del Pacífico, el 0.19% eran de otras razas y el 1.6% pertenecían a dos o más razas. Del total de la población el 1.21% eran hispanos o latinos de cualquier raza.